# Philippe Sauzay
Philippe Sauzay, né le 29 février 1936 à Bône (Algérie) est un haut fonctionnaire français.

## Biographie

### Jeunesse et études
Philippe Sauzay vient d'une famille de pieds-noirs. Il suit ses études secondaires au lycée Lakanal, puis au lycée Michelet de Vanves. Une fois le baccalauréat obtenu, il suit des études de droit et obtient successivement une licence de droit et un diplôme d'études supérieures de droit public. Il est lauréat de l'Institut d'études politiques de Paris. En 1961, il entre à l'École nationale d'administration.

### Parcours professionnel
Philippe Sauzay sort de l'ENA en tant qu'administrateur civil au ministère de l'Intérieur. Il est alors affecté au service de l'action économique à la Direction générale des Collectivités locales au ministère de l'Intérieur.
Bien qu'il ne soit pas gaulliste, il est recruté au sein du cabinet d'André Malraux, ministre des Affaires culturelles, comme chargé de mission, puis à partir de 1967, comme conseiller technique. Durant les évènements de Mai 68, il doit gérer l'évacuation de plusieurs sites relevant du ministère, comme l'École nationale des chartes.
En 1969, il quitte le cabinet et travaille à la préfecture du Doubs, où il est directeur de cabinet du préfet avec le grade de sous-préfet. En 1970, Valéry Giscard d'Estaing, alors ministre de l’Économie et des Finances, l'appelle alors au sein de son cabinet. Pendant l'élection présidentielle de 1974, il est chargé de l'organisation des déplacements et de la logistique.
Après l'élection à la tête de l'Etat de l'ancien ministre de l’Économie, il est nommé chef du cabinet présidentiel. Il est chargé de l'organisation de l'investiture du nouveau président, de l'organisation de son agenda et des déplacements officiels, notamment à l'étranger, ou encore de la mise en valeur des domaines présidentiels. En 1978, il est nommé préfet de la Sarthe.
Il s'implique dans la campagne présidentielle à l'élection présidentielle de 1981. Après l'échec à l'élection, Valéry Giscard d'Estaing lui demande de diriger son cabinet de la rue de Marignan, ce qu'il accepte. Lors de l'investiture de François Mitterrand, Valéry Giscard d'Estaing demande que Philippe Sauzay soit nommé préfet hors cadre, ce qui lui est accordé. En 1986, il est nommé au Conseil d'État, où il reste jusqu'en 2004.
Philippe Sauzay est commandeur de l'Ordre national de la Légion d'honneur, et officier de l'Ordre national du Mérite. Il a par ailleurs publié dans la revue Commentaire et remis ses dossiers aux Archives nationales où ils sont conservés sous la cote 95 AJ .

## Récompenses et distinctions

### Décorations
- Commandeur de la Légion d'honneur
- Officier de l'ordre national du Mérite